# سوزانا مکسول
سوزانا مَکسول (انگلیسی: Susannah Maxwell؛ ‏ ۱۰ مارس ۱۸۰۵ – ۱۱ فوریهٔ ۱۹۲۳) با نام‌خانوادگی دوشیزگی استوکز یک شهروند سیاهپوست برجسته در شهر ریچموند هیل کانادا و زنی ابرصدساله در قرن نوزدهم و اوایل قرن بیستم بود.

## اوایل زندگی
مَکسول در سال ۱۸۰۵ در پنسیلوانیا از پدر و مادری سیاه‌پوست و آزاد (غیر برده) به دنیا آمد، اما در سن کودکی یتیم شد. او خدمتکار قراردادی خانواده‌ای سفیدپوست شد که از قرار معلوم زمینه اندکی تحصیل را برایش فراهم کردند چرا که قادر به خواندن و نوشتن شد.  طبق یک مقاله در نشریهٔ گلوب در سال ۱۹۰۱، او تحت قیمومیت آقای هارپر بود که مالک چندین جریب زمین بود. در اینجا بود که او خواندن، خیاطی و بافتنی را یادگرفت و دستورالعمل‌هایی برای انجام کارهای خانه به او داده می‌شد.

## زندگی در پنسیلوانیا، مقاومت در برابر بردگان
او در هجده سالگی استقلال خود را به دست آورد. منابع ذکر می‌کنند که خانواده با او نسبتاً خوب رفتار کردند و او را به مدرسه فرستادند. دو سال بعد، او با هنری مَکسول ازدواج کرد و این زوج خانه‌ای در شهرستان لنکستر احتمالاً در کریستیانا، ساختند. این زوج پنج فرزند با هم داشتند.
در پنسیلوانیا، برده‌داری تقریباً از بین رفت و ایالت در حال تبدیل شدن به پناهگاهی برای بردگان فراری از جنوب بود. با این حال، با توجه به تصویب «قانون برده فراری» در سال ۱۸۵۰، بسیاری از شکارچیان برده بودند که خواستار اقتدار برای بازپس‌گیری بردگان فراری خود بودند. برخی از برده‌داران، سیاه‌پوستان آزاد و سفیدپوستان تیره‌پوست را نیز ربوده بودند. در حوالی سپتامبر، روستای سوزانا مورد تهاجم شکارچیان برده قرار گرفت. خانوادهٔ مکسول و دیگران در روستا در برابر آنها مقاومت کردند. با این حادثه، ادوارد گورساچ و گروهش تلاش کردند برده‌های فراری‌اش، نوآ بیلی، نلسون فورد، جورج هاموند و جاشوا هاموند را دوباره دستگیر کنند. این منجر به مرگ گورساچ شد، زیرا سایر اعضای مقاومت کریستینا علیه او جنگیدند. در نهایت، خانواده پس از شورش‌های کریستیانا در ۱۱ سپتامبر ۱۸۵۱ مجبور به فرار از پنسیلوانیا شدند. هجوم شکارچیان بردهٔ جایزه‌بگیر، که توسط قانون برده فراری در سال ۱۸۵۰ تقویت شده بود، ماندن ساکنان سیاه‌پوست را ناامن کرد. با توجه به عواقب بعدی، ساکنان سیاه‌پوست از طریق راه‌آهن زیرزمینی فرار کردند و در نیویورک سکنا گزیدند. ذکر این نکته ضروری است که نام سوزانا در مستندات این مقاومت ذکر نشده است. با این حال، حضور او در دهکده‌ای که مورد تهاجم قرار گرفت و مقاومت کرد، و فرار او از پنسیلوانیا، تاییدکننده روایت‌ها از موقعیتی است که بسیاری به دلیل ترس از به‌دام افتادن و محبوس شدن از آن فرار کردند.

## در کانادا
در سال ۱۸۵۵ خانواده مکسول در ایالت نیویورک زندگی می‌کردند (جایی که دخترش شارلوت ماتیلدا (تیلی) در آن متولد شد) و در سال ۱۸۵۸ آنها از طریق راه‌آهن زیرزمینی به کانادای علیا مهاجرت کردند و مدتی را در تورنتو گذراندند. با این حال، پس از چند سال سکونت در تورنتو مشخص شد که یافتن کار دشوار بود.
در سال ۱۸۷۱ آنها به ریچموند هیل در شمال تورنتو نقل مکان کردند و یکی از معدود، اگر نگوییم تنها خانواده‌های سیاه‌پوست در شهر بودند. هنری به عنوان سوخت‌رسان لوکوموتیو مشغول به‌کار شد و سوزانا، همراه با دو دخترش، یک تجارت خشک‌شویی را در خانه خود اداره می‌کرد. روایتی از مکسول می‌گوید که ۷ مایل (۱۱ کیلومتر) برای کار در مارکهام، جایی که دستمزدها بالاتر بود، پیاده‌روی می‌کرد و یک‌بار هنگام بازگشتش در طوفان شدید برف از حال رفت و به روز زمین افتاد. سگی او را بر روی زمین پیدا کرد و با هشدار به اطرافیان جانش را نجات دادند. شوهرش بلافاصله پس از نقل مکان به ریچموند هیل درگذشت. در ریچموند هیل در آن زمان، خانواده ماکسول تنها افراد تبار آفریقایی بودند.
مکسول در کلیسای پرسبیتریان محلی فعال بود. بر اساس یک سرشماری متعلق به سال ۱۸۷۱، از او به عنوان یک متدیست وسلین یاد شده، اما منابع دیگر او را یک پروتستان معرفی می‌کنند. کلیسای پروتستان در خیابان یانگ روبروی خانه او بود و او در امور کلیسا فعال بود.

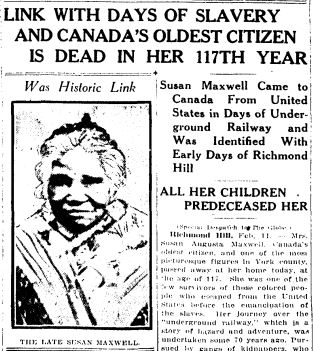
خبر درگذشت مکسول در صفحه اول روزنامهٔ گلوب.

## طول عمر و مرگ
مطابق گزارش روزنامه گلوب چاپ ۱۲ فوریه ۱۹۲۳، او مسن‌ترین شهروند کانادایی اعلام شد که در سن ۱۱۷ سالگی درگذشت است. او پس از درگذشت شوهر و هر پنج فرزندش زنده بود. در زمان مرگش در سال ۱۹۲۳ گزارش شد که او پیرترین شهروند کانادا بود. تشییع جنازه او توسط ریچارد آموس بال، خادم کلیسای اسقفی متدیست بریتانیا و پسر بردگان فراری که آنها هم از راه‌آهن زیرزمینی برای رسیدن به کانادا استفاده کرده بودند، انجام شد.